# ملادن ستويانوفيتش
ملادن ستويانوفيتش (بالصربية: Младен Стојановић)‏ هو طبيب (وحمل سابقاً جنسية يوغوسلافيا)، ولد في 7 أبريل 1896 في برييدور في البوسنة والهرسك، وتوفي في 2 أبريل 1942 في Jošavka Gornja ‏ في البوسنة والهرسك.